# Gasterosteus
Gasterosteus là một chi cá gai trong họ Gasterosteidae, trong chi này hàm chứa một vài loài cá được ghi nhận là có tốc độ tiến hóa nhanh đó là cá ba gai.

## Các loài
Hiện hành có 06 loài được ghi nhận trong chi này:
- Gasterosteus aculeatus Linnaeus, 1758 (Cá ba gai)
- Gasterosteus crenobiontus Băcescu & R. Mayer, 1956 (Cá gai Techirghiol)
- Gasterosteus islandicus Sauvage, 1874 (Cá gai Băng Đảo)
- Gasterosteus microcephalus Girard, 1854 (Cá gai đầu nhỏ)
- Gasterosteus nipponicus Higuchi, Sakai & A. Goto, 2014 [1]
- Gasterosteus wheatlandi Putnam, 1867 (Cá gai đốm đen)
- Gasterosteus kamoensis Nazarkin, Yabumoto & Urabe, 2013

## Tiến hóa
Có phát hiện loài cá ba gai trong chi này nhanh chóng tiến hóa thành hai loài riêng biệt khác nhau rõ rệt về di truyền dù sống cùng một khu vực trong 150 năm. Loài cá ba gai được đưa đến hồ Constance ở Thụy Sĩ cách đây khoảng 150 năm. Kể từ đó, loài cá này nhanh chóng tiến hóa thành hai loại riêng biệt: một loại sống ở hồ chính và một loại sống trong các dòng suối chảy vào hồ. Loại cá sống trong hồ chính lớn hơn, có gai dài và lớp vảy cứng hơn. Về lý thuyết, những khác biệt này có thể do lối sống chứ không phải tiến hóa. Cá hồ sống lâu hơn nên nhiều khả năng phát triển lớn hơn.
Có sự khác biệt rõ ràng về di truyền giữa hai loài. Điều đặc biệt là cả hai loại cá sinh sản ở cùng dòng suối vào cùng thời điểm trong năm. Chúng được lai giống từ lâu, và vẫn tiếp tục lai giống, nhưng chia thành hai loài khác nhau về mặt di truyền và thể chất. Những khác biệt về di truyền giữa hai loại cá tập trung vào các nhiễm sắc thể ít có khả năng tái tổ hợp. Kết quả là các bộ biến thể gene tạo nên đặc điểm riêng biệt của chúng ít có khả năng bị phân chia. Cá gai hồ Constance có thể sẽ tiếp tục phát triển cho đến khi trở thành hai loài không giao phối lẫn nhau.